# Gospel (песня)
«Gospel» (с англ. — «Евангелие») — песня индонезийского рэпера Rich Brian, южно-корейского рэпера Keith Ape и американского рэпера XXXTentacion. Она была выпущена 12 мая 2017 года на лейбле 88rising Music и Empire Distribution и спродюсирована Ronny J.

## Предыстория
Песня была впервые исполнена Rich Brian на Rolling Loud 5 мая 2017 года.

## Чарты
| Чарт (2017)                                        | Высшая позиция |
| -------------------------------------------------- | -------------- |
| Новая Зеландия Heatseekers (RMNZ)                  | 4              |
| США Bubbling Under R&B/Hip-Hop Singles (Billboard) | 7              |

## Сертификации
| Регион | Сертификация | Продажи |
| --- | ------------ | ------- |
| США (RIAA) | Золотой      | 500 000 |
| * Данные о продажах приведены только на основе сертификации. · ^ Данные о тиражах приведены только на основе сертификации. · Данные о продажах + прослушиваниях приведены только на основе сертификации. |              |         |